# Tweehonderd jaar mens
Tweehonderd jaar mens is een sciencefictionverhaal geschreven door de Amerikaan Isaac Asimov in 1976.
Het was oorspronkelijk bedoeld als zijn bijdrage aan een uitgave in het kader van het tweehonderdjarige bestaan van de Verenigde Staten. Die uitgave verscheen in het geheel niet, waarna Asimov het inleverde bij Judy-Lynn del Rey. Zij wijzigde de tekst enigszins, maar Asimov draaide die wijzigingen even later weer terug. Het verhaal diende later als basis voor de roman The positronic man en de daar weer op gebaseerde film Bicentennial Man met Robin Williams. Het is een verhaal waarin de Drie wetten van de robotica een rol spelen. Asimov had die zelf opgesteld en schreef talloze verhalen over de mogelijkheden en onmogelijkheden van die wetten.

## Het verhaal
De robot NDR-XXXX werkt voor de familie van Gerald Martin. De kleine dochter moedigt de door haar genoemde Andrew aan zijn creativiteit te ontplooien, zonder de drie wetten buiten werking te stellen. Het blijkt de aanzet tot de ontwikkeling van onafhankelijkheid van de robot. Hij mag zich vrijkopen en zich kleden. Hij komt daarbij steeds in aanraking met U.S.Robots, die firma die alle robots ter wereld in beheer heeft. De robot schuift dermate naar mens zijn op, dat het niet meer mogelijk is de standaardtermijn van 25 jaar leeftermijn voor robots aan te houden. Daar waar collegae van Andrew worden vervangen, mag Andrew doorleven. Dat leidt er ten slotte toe dat hij uiteindelijk grotendeels als mens wordt gezien. Na enkele generaties van de familie Martin te hebben gediend is Andrews ultieme wens te sterven (d.w.z. niet te worden ge-updated of vervangen). Het blijkt het grootste probleem te worden. Medische handelingen worden in die tijd verricht door robots en volgens de drie wetten mag een robot nooit een mens beschadigen. Andrew weet steeds door slimmigheid de regels zo geïnterpreteerd te krijgen, zodat zijn positronische brein tekenen van verval laat zien. Uiteindelijk moet de Wereldpresident er aan te pas komen om Andrew te laten versterven vlak na zijn tweehonderdste verjaardag. Zijn laatste gedachte ging uit naar de kleine dochter, die hem ooit aanzette "mens te worden".  